# Théâtre Louis-Philippe (Eu)
Le théâtre Louis-Philippe est un édifice situé sur la commune d'Eu, en Seine-Maritime, en France. Il fait l’objet d’une inscription au titre des monuments historiques depuis 1975.

## Localisation
L'hôtel est situé rue du Tréport.

## Historique
Le théâtre est fondé au XIXe siècle entre 1820 et 1830.
Le monument est inscrit comme monument historique depuis le 22 décembre 1975.